# Solenopsis parabiotica
Solenopsis parabiotica é uma espécie de formiga do gênero Solenopsis, pertencente à subfamília Myrmicinae.